# ウトウ
ウトウ（善知鳥） Cerorhinca monocerata は、チドリ目・ウミスズメ科に分類される海鳥の一種。
分類上は1種だけでウトウ属 Cerorhincaを形成する。
アイヌ語で「突起」という意味がある。 またウ（鵜）とは無関係で、「ウト・ウ」ではなく「ウトー」と発音する。

## 分布
北日本沿岸からカリフォルニア州までの北太平洋沿岸に広く分布する。日本でも北海道の天売島、大黒島、渡島小島、岩手県の椿島、宮城県の足島などで繁殖する。天売島は約100万羽が繁殖するといわれ、世界最大の繁殖地となっている。足島は日本での繁殖地の南限とされ、「陸前江ノ島のウミネコおよびウトウ繁殖地」として、「天売島海鳥繁殖地」とともに国の天然記念物に指定されている。

## 形態
体長は38cmほどで、ハトよりも大きい。頭から胸、背にかけて灰黒色の羽毛に覆われるが、腹は白い。くちばしはやや大きく橙色である。夏羽では上のくちばしのつけ根に突起ができ、目とくちばしの後ろにも眉毛とひげのような白い飾り羽が現れて独特の風貌となるが、冬羽ではくちばしの突起と飾り羽がなくなる。
体の大きさはツノメドリやエトピリカ程度であり、体色はエトロフウミスズメなどに似る。

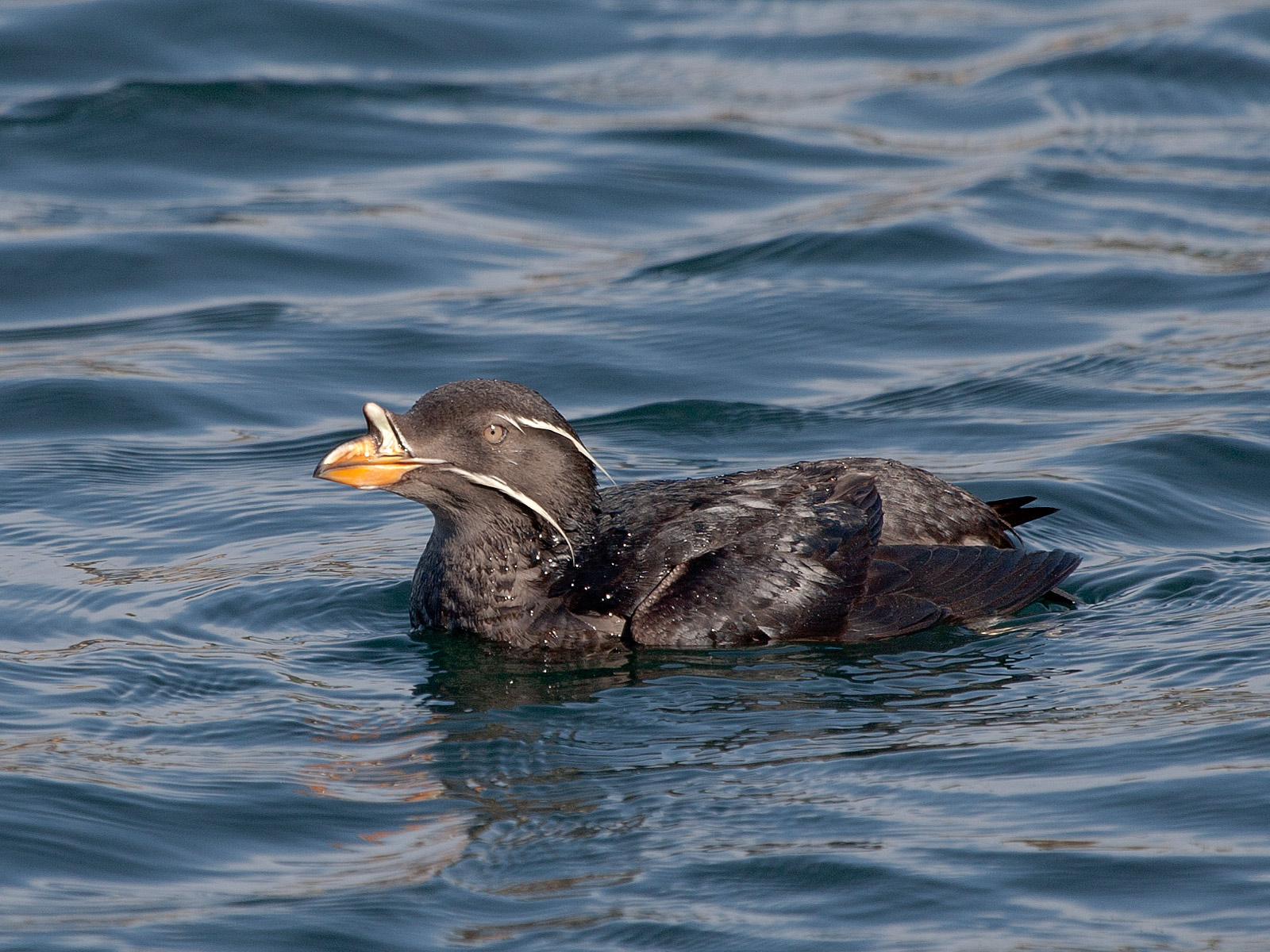
水上のウトウ
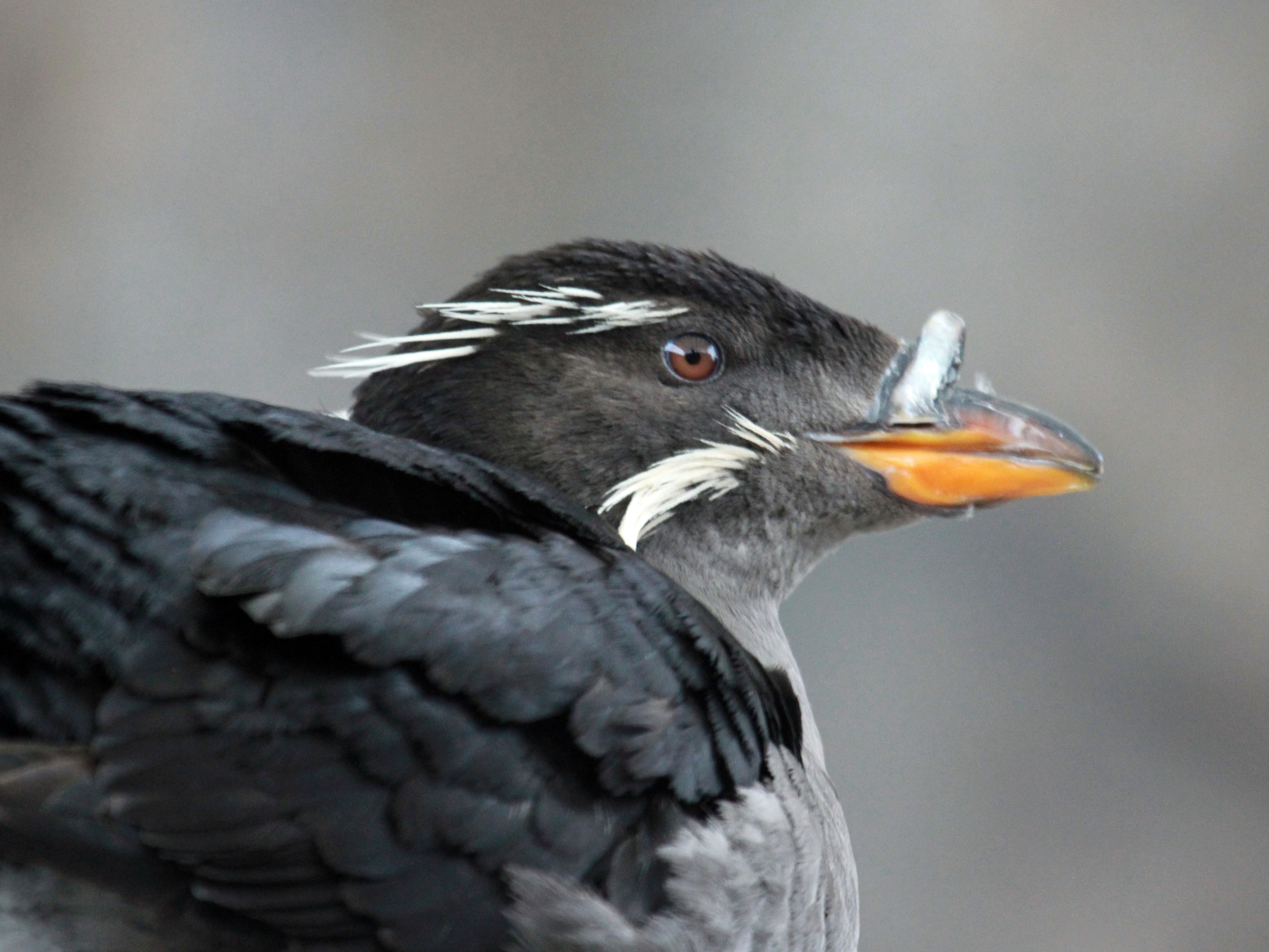
頭部

## 生態
非繁殖期は沿岸の海上で小さな群れを作って過ごすが、南下する個体もおり、本州沿岸などでも観察される。他のウミスズメ科同様、潜水してイカナゴなど小魚やオキアミ、イカなどを捕食する。
潜水能力は高く、翼を使用して水中を泳ぎまわることができる。個体に深度計を装着した研究によると、水深60mまで潜り、また2分間の潜水時間が観察されている。
繁殖地では断崖の上の地面にコロニーを作り、深さ1m-5mほどの穴を斜めに掘って巣とする。メスは1個だけ産卵し、両親が交代で45日抱卵し、ヒナが孵化すると巣立ちまでの約50日間餌を運ぶ。この時期は毎日夜明け前に巣穴から一斉に親鳥が飛び立ち、夕方暗くなった頃にイワシやイカナゴをくちばしに大量にぶらさげ、鳴き声をあげながら帰ってくる。暗い時間帯に巣を出入りするのは、餌を横取りするカモメ類や捕食者への対応策と考えられている。

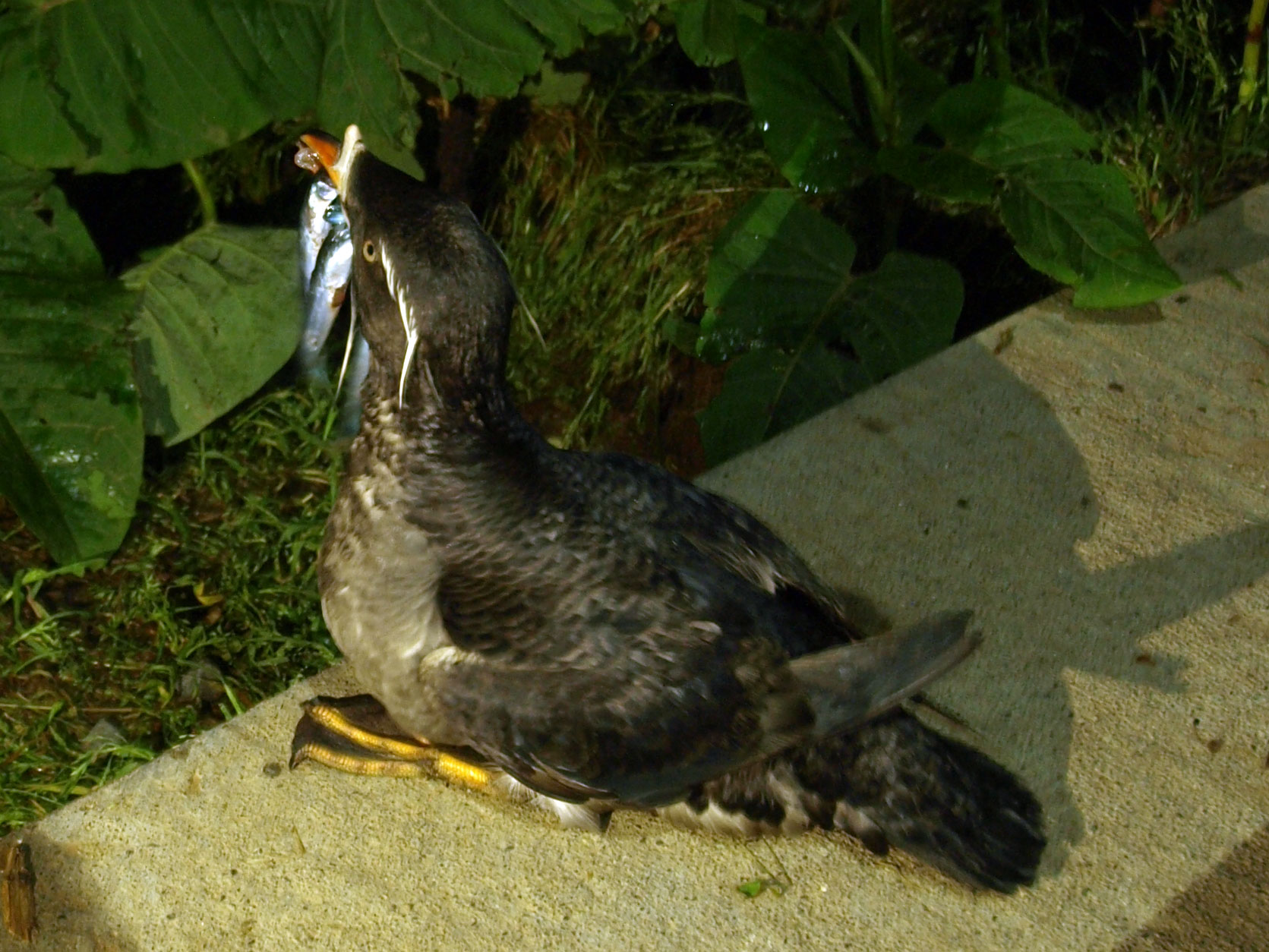
小魚をくちばしに大量にぶら下げるウトウ
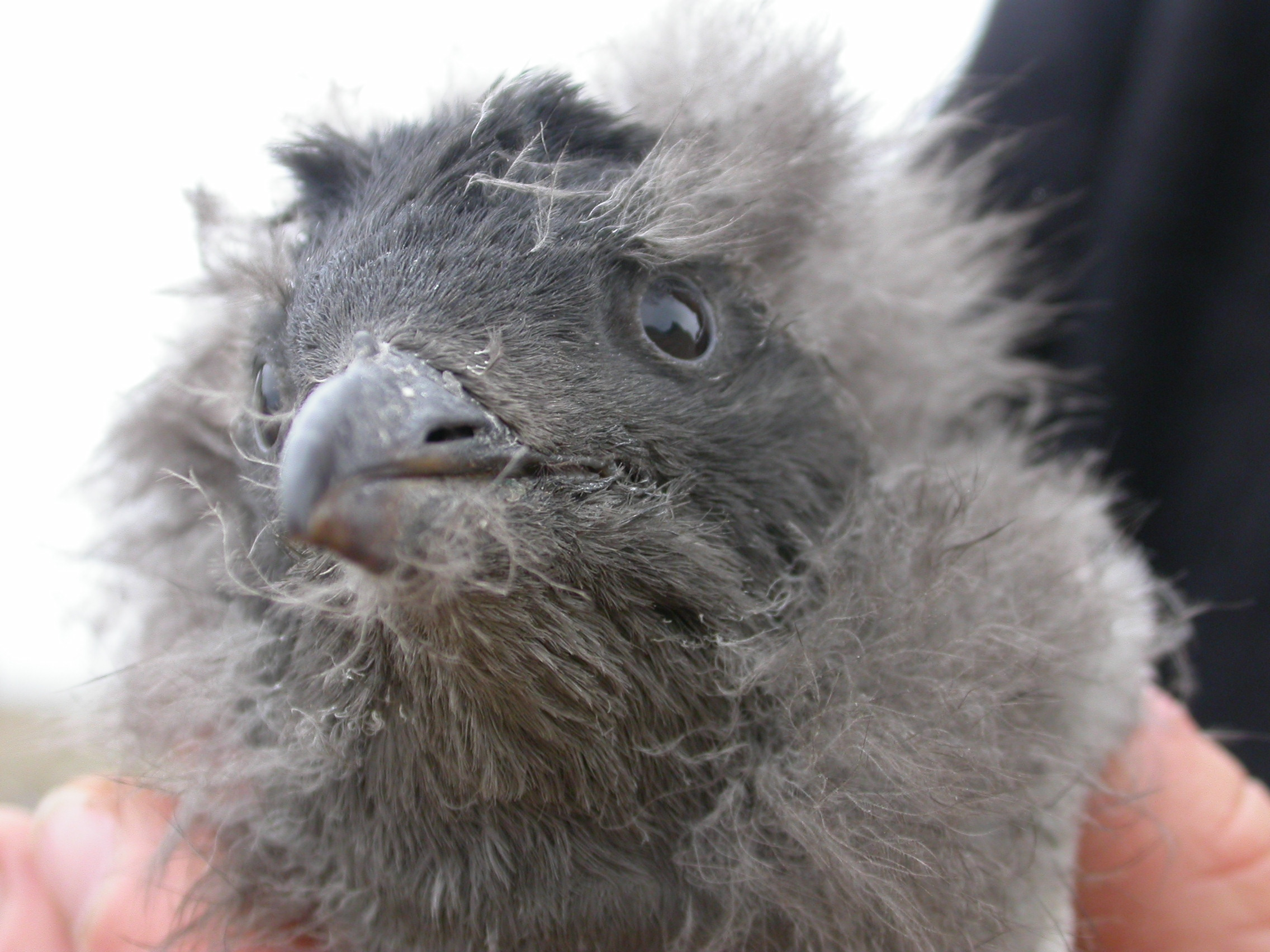
ウトウのヒナ
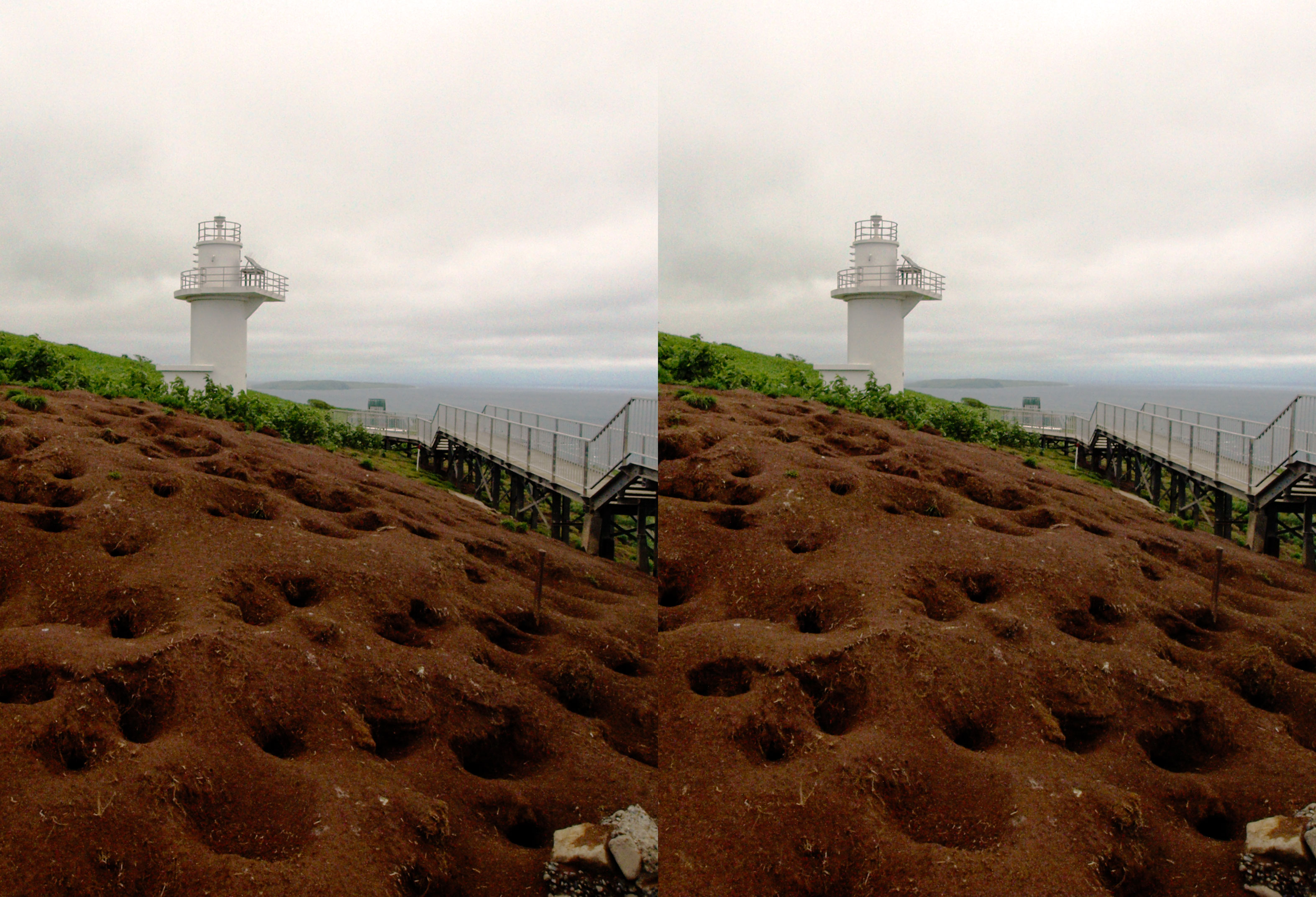
コロニーの立体写真（交差視） - 天売島の赤岩埼灯台

## 伝承
子を奪われると鳴くという（善知鳥峠を参照）。
親が「ウトウ」と鳴くと子が「ヤスカタ」と答えると言われる伝説上の鳥「善知鳥安方（うとうやすかた）」があり、「善知鳥」はその略称としても用いられる。

## 保全状況評価
- LEAST CONCERN (IUCN Red List Ver. 3.1 (2001))